# Paseo de la fama de Trollhättan
El paseo de la fama de Trollhättan (Trollhättans Walk of Fame en sueco) es una calle principal en la ciudad Trollhättan en el suroeste de Suecia desarrollada como atractivo turístico. Al estilo de Hollywood se construyó, en 2004, un paseo de la fama en colaboración entre la municipalidad de Trollhättan y la empresa productora de cine y televisión Film i Väst. Su objetivo es reconocer a personalidades destacadas sus vínculos con el centro cinematográfico conocido como Trollywood. También en la ciudad se desarrolló el llamado Parque de la Fama de Trollhättan, fundado tres años después.

## Inauguración
El paseo se fundó el 28 de agosto de 2004. A la ceremonia asistió Claes Eriksson, quien por sus raíces en Trollhättan develó personalmente la placa con su nombre.

### Jurado
Inicialmente, por decisión del jurado, el paseo fue aperturado con doce estrellas. De aquí en adelante, entre los representantes de la ciudad de Trollhättan y la productora Film i Väst decidirán, cada año, la incorporación de nuevas placas de reconocimiento.
Para el desarrollo adecuado del atractivo turístico, se ha buscado que el Jurado sea flexible para actuar con rapidez y aprovechar las oportunidades en que personalidades meritorias a estrellas estén de visita por la ciudad. Así, a través de una pequeña ceremonia, la estrella de cine pueda personalmente develar la placa con su nombre.

## Lista de estrellas
Las calles fueron adornadas por cuadros con los nombres de las estrellas de cine que han hecho un trabajo destacado en las producciones realizadas en la ciudad y por sus vínculos con Trollhättan. Para el 27 de agosto de 2010, se tienen las siguientes dieciséis estrellas expuestas:
| - Nicole Kidman - Mikael Persbrandt - Jakob Eklund - Marie Richardson | - Kjell Bergqvist - Rolf Lassgård - Michael Nyqvist - Samuel Fröler | - Helena Bergström - Stellan Skarsgård - Pernilla August - Lena Endre | - Fares Fares - Claes Eriksson - Lena Olin - Lauren Bacall |